# شون فاريا
شون فاريا هو لاعب كرة قدم كندي، ولد في 28 يونيو 1978 في ميسيساغا في كندا. لعب مع Toronto Lynx ‏.